# Андріанцитакатрандріана
Андріанцитакатрандріана (*бл. 1613 — бл. 1650) — 4-й мпанзака (володар) держави Імерина у 1630—1650 роках.

## Життєпис
Син Андріаджаки, правителя Імерини, та Равадіфо, доньки принца Андріампанарівоманджаки. Оскільки був єдиним сином, а стрийко Андріантомпокойндріндра ще раніше відмовився від трону, то після смерті батька близько 1630 року спокійно спадкував владу.
Продовжив політику попередника з робудови столиці Антананаріву, перетворенню величезних боліт Бецимітататра навколо пагорб Аналаманга за допомогою системи гребель в родючі рисові поля.
Намагаючись передати трон старшому синові та позбавити його суперництва з боку брата вигнав свою другу дружину Рафолоаріво та свого сина Андріаманджакатокану.
Помер близько 1650 року. Йому спадкував старший син Андріанцімітовіамінандріандегібе.